# Syngonanthus minutus
Syngonanthus minutus là một loài thực vật có hoa trong họ Eriocaulaceae. Loài này được (Moldenke) Hensold miêu tả khoa học đầu tiên năm 1991.